# Fedora (association)
Pour les articles homonymes, voir Fedora (homonymie).
Fedora (FEDORA – The European Circle of Philanthropists of Opera and Ballet) est un cercle européen de mécènes créé en 2014 pour soutenir le renouveau et le rajeunissement du ballet et de l'opéra et révéler les nouveaux talents. Il est doté de deux prix, le Prix Fedora - Rolf Liebermann pour l'opéra doté de 150 000 euros — devenu le Prix Fedora - Generali en 2017 — et le Prix Fedora - Van Cleef & Arpels pour le ballet, doté de 100 000 euros. L'association à but non lucratif a son siège social au Palais Garnier à Paris.

## Historique
Fedora est un opéra vériste composé par Umberto Giordano pour la soprano Gemma Bellincioni (photo). Le livret d'Arturo Colautti est basé sur la pièce du même titre de Victorien Sardou créée le 12 décembre 1882 au théâtre du Vaudeville par la comédienne Sarah Bernhardt. La première de l'opéra, donnée au Théâtre lyrique de Milan le 17 novembre 1898, révèle le ténor Enrico Caruso dans le rôle de Loris Ipanov. 

... lire l'article.
Créée vingt ans auparavant sous l'acronyme inspiré du nom de l'héroïne et du titre de l'opéra vériste d'Umberto Giordano Fedora par le compositeur, chef d'orchestre et directeur d'opéra, Rolf Liebermann et Marina de Brantes, vice-présidente du conseil d'administration de l'Association pour le rayonnement de l'Opéra national de Paris (AROP) et présidente de l'association des American Friends of the Paris Opera and Ballet (AFPOB), avec pour objectif le renouveau et le rajeunissement de la danse et de l'art lyrique en Europe, la Fédération européenne des associations et fondations pour le rayonnement des opéras (FEDORA) est « mise en sommeil » avant de renaître en janvier 2014.

Enregistrée auprès de la préfecture de police du département de Paris le 2 janvier 2014, l'association déclare avoir pour objet : 

« assurer en Europe, que ce soit au niveau de l'Union Européenne ou des différents États européens, membres ou non de l'Union, la promotion et le développement de l'art lyrique, musical et chorégraphique sous toutes ses formes, notamment par la mise en oeuvre auprès des pouvoirs publics de tous moyens de nature à conduire à la reconnaissance et à l'expansion de cet art ainsi que de son héritage culturel ; financer des initiatives et projets ayant pour objectif le développement de l'art lyrique, musical et chorégraphique notamment en soutenant les artistes, les compositeurs, les chorégraphes les librettistes et les metteurs en scène »

 et avoir son siège social au numéro 8 de la rue Scribe dans le 9e arrondissement de Paris, dans les locaux du Palais Garnier où siègent également l'Opéra national de Paris, l'association (AROP) et la fondation (FRONP) pour son rayonnement ou encore le Cercle Carpeaux, structures dans lesquelles se retrouvent les abonnés historiques de l'Opéra Garnier,. Fedora est constituée par les mécènes individuels et d'entreprises qui ont ainsi créé leur cercle européen à l'exemple des maisons d'opéra européennes qui ont créé leur réseau, Opera Europa (en).
L'initiative en revient à ses deux membres fondateurs, Léone-Noëlle Meyer et Gianmarco Monsellato, et à son président, Jérôme-François Zieseniss, mélomane, président du Circolo La Fenice et du Comité français pour la sauvegarde de Venise.
En 2017, Fedora est sélectionnée dans la catégorie Best Philanthropist par les International Opera Awards.

## Mission
La mission de Fedora est de soutenir la création et la diffusion de nouvelles coproductions d'opéras et de ballets par des artistes prometteurs avec des valeurs centrées autour du renouveau, de l'innovation et de la créativité et de fédérer les amateurs d'opéra et de ballet à l'échelle européenne à l'heure où les soutiens publics aux maisons d'opéra sont en régression. En effet, si un opéra est limité dans ses moyens financiers il se retrouve dans l'obligation de jouer le grand répertoire dans les décors et costumes existants — conservés aux ateliers Berthier ou dans des conteneurs maritimes au port de Gennevilliers pour l'Opéra de Paris — ce qui laisse peu de place à l'innovation et à la création. 
Les Français, les Espagnols et les Britanniques sont particulièrement amateurs de danse et d'art lyrique. Bien que de nombreux théâtres aient dû fermer faute de subventions dans le premier, l'Italie, par tradition culturelle, et l'Allemagne, sont les plus actifs en termes de production artistique. Certains opéras d'Europe de l'Est comme celui de Prague proposent des spectacles innovants. L'Europe compte plus de trois-cents maisons d'opéra, accueillant chœurs, orchestres et ballets et employant au total près de 100 000 personnes, dont 8 en Grande-Bretagne, 20 en Espagne, 25 en France, 30 en Russie, 40 en Italie, 82 en Allemagne. Vingt-cinq mille représentations attirant de dix à quinze millions de spectateurs par an sont données en moyenne chaque année dans une quarantaine de pays. 
Or, ces institutions voient leurs budgets de plus en plus réduits, entraînant des licenciements quand ce ne sont pas des dépôt de bilan. Des orchestres permanents ont disparu en Bulgarie, au Danemark, en Allemagne, en Grèce, aux Pays-Bas, en Espagne. Les institutions prestigieuses ne sont pas épargnées : le Concertgebouw d'Amsterdam est fragilisé par les restrictions budgétaires tandis que la Südwestrundfunk a fusionné ses deux formations, l'Orchestre symphonique de la radio de Stuttgart et l'Orchestre symphonique de la SWR de Baden-Baden et Fribourg-en-Brisgau,,. 
Déjà en 2011 Riccardo Muti protestait contre les coupes sombres dans le budget de la culture lors de la représentation du Nabucco de Giuseppe Verdi à l'Opéra de Rome donnée pour le 150e anniversaire de l'unité italienne. La mobilisation suscitée par la Semaine internationale des orchestres organisée par la Fédération internationale des musiciens en novembre 2014 permet aux 182 instrumentistes et choristes de l'Opéra de Rome, licenciés en octobre, d'être réintégrés, au prix d'une réduction d'un million et demi d'euros de la masse salariale. D'autres institutions italiennes sont au bord de la faillite. La Scala s'en sort grâce à ses nombreux mécènes et aux touristes qu'elle draine en élargissant sa saison à la durée de l'Exposition universelle de 2015 qui se tient à Milan du 1er mai au 31 octobre. En Belgique, la Monnaie de Bruxelles, a dû réduire ses coûts de personnel de 4 % et ses dépenses d'exploitation de 20 %. Les cent-vingt levers de rideau annuels et la mutualisation des moyens qu'il pratique avec l'Opéra-Comique en échangeant décors et costumes a permis à l'Opéra royal de Wallonie de s'en sortir lorsqu'il a perdu une grande partie des subventions publiques. Des chefs comme Ludovic Morlot, Franz Welser-Möst à l'Opéra d'État de Vienne ou Ricardo Muti ont annoncé leur départ, évoquant un désaccord artistique lorsqu'ils étaient contraints de renoncer à des cachets exorbitants qui ne sont plus de mise. 
En période de crise, le mécénat est également aléatoire et fluctuant. Ainsi, Bernard Foccroulle s'est-il vu subitement abandonné par le principal sponsor du Festival international d'art lyrique d'Aix-en-Provence, Vivendi, plus soucieux de sauvegarder la compétitivité du groupe industriel et de favoriser les artistes d'Universal. Le Festival de Glyndebourne ne perçoit aucune aide publique et privilégie un mélange de membership et de mécénat qui génère le tiers de son budget. D'autres solutions sont trouvées avec la réduction des coûts de production par des formes de représentations plus légères comme les opéras en version de concert programmés notamment par les théâtres des Bouffes-du-Nord, de l'Athénée ou l'Opéra-Comique. En Allemagne et en Europe de l'Est le financement public est majoritaire à 75 et 80 %. Dans les autres pays le privé domine et un nouveau mode de financement se fait jour, assuré à 30 % par le public, 30 % par des soutiens privés, 30 % par la billetterie, 10 % par d'autres recettes commerciales.
Des initiatives pour trouver des ressources nouvelles voient le jour en permanence mais les pays européens n'ont pas tous la même appréhension du mécénat. Dans les pays scandinaves ou existe encore un préjugé qui veut que la culture soit destinée à une élite et non un besoin commun, la notion de philanthropie est cependant en développement. La France quant à elle s'initie petit à petit au modèle anglo-saxon du mécénat le plus performant. À titre d'encouragement, les membres donateurs de Fedora se voient offrir un service de billetterie exclusive, des accès privilégiés, des voyages vers les pays aux maisons d'opéra prestigieuses.

## Organisation
Fedora collabore étroitement avec Opera Europa (en) qui regroupe cent-soixante-dix maisons d'opéra et festivals dans quarante-trois pays. L'organisation constitue un réseau européen de soixante-douze opéras, compagnies de danse, festivals et associations d'amis de l'art lyrique et du ballet comme l'Association pour le rayonnement de l'Opéra national de Paris ainsi que des mécènes privés, particuliers et entreprises, dans dix-neuf pays, qui mettent leurs ressources en commun. 
À la tête de Fedora, Jérôme-François Zieseniss, président depuis une douzaine d'années du Comité français pour la sauvegarde de Venise, est rompu à l'exercice de la levée de fonds privés pour pallier la régression des subventions publiques. Il est aussi administrateur pour la France et membre du conseil européen du Fonds mondial pour les monuments et membre du Comité d'honneur du Souvenir napoléonien. Jean-Yves Kaced, directeur du développement et du mécénat de l'Opéra de Paris et de l'Association pour le rayonnement de l'Opéra national de Paris est également secrétaire général de Fedora dont la vice-présidence est assurée par la duchesse Clotilde Corsini et la direction par Edilia Gänz. L'administration de Fedora est confiée à l'un de ses deux membres fondateurs, Gianmarco Monsellato.
L'association fonctionne avec un budget de 500 000 euros grâce à la générosité de ses membres, particuliers ou entreprises comme Anaxago, Carlara International, Compagnie des Alpes, Graf von Faber-Castell (en), Mangopay et grâce aux services proposés aux adhérents comme la billetterie VIP, les voyages culturels et les événements spéciaux. 
Le réseau de Fedora compte notamment le Festival international d'art lyrique d'Aix-en-Provence, l'Opéra national de Paris, le théâtre des Champs-Élysées, des maisons d'opéra de province, le Royal Opera House, de Londres, le Festival de Glyndebourne, le Théâtre royal de Madrid, le Nederlands Dans Theater, la fondation Béjart Ballet Lausanne, la Monnaie de Bruxelles, le National Taichung Theater (en) de Taïwan. 

## Communication
Le designer Landor a remporté le grand prix Stratégies du design 2015 pour le travail de transcription graphique de la mission et de l'ambition du cercle de mécènes de la danse et de l'opéra qu'il a mené pour Fedora. Le trophée est un « F » qui se détache des trois marches symbolisant l'accès à la scène permis par l'accompagnement de l'institution. Le logo est une page blanche sur laquelle tout reste à écrire. Pour les affiches Landor s’est inspiré des gestes des danseurs comme esquissés par les chaussons d'une ballerine plongés dans la peinture. En bas de chaque affiche figure le logo blanc. Le trophée repose sur la barre du « F », une sorte de prouesse : la technique pour que le prix tienne debout est un secret de fabrication. L'objet emblématique de l'identité visuelle de Fedora se voulait avant tout « chic mais pas élitiste ».

## Prix
Les prix de Fedora récompensent les meilleures coproductions européennes de ballet et d'opéra, participent financièrement à leur accès à la scène et incite des maisons lyriques et des festivals à mener une collaboration au delà des frontières. À la veille de l'édition 2018, la quatrième depuis la renaissance de Fedora, l'association a contribué à la réalisation de huit projets innovants coproduits par cinquante institutions culturelles, joués plus de deux-cents fois dans quatorze pays et présentés à un public comprenant 100 000 jeunes, participant ainsi à l'objectif de renouvellement du public. De nouvelles récompenses, pour l'éducation, les décors et costumes ou encore le digital sont en projet.

### Prix Fedora - Rolf Liebermann pour l'opéra
Rendant hommage à Rolf Liebermann, compositeur, chef d'orchestre et directeur d'opéra, le prix Fedora - Rolf Liebermann pour l'opéra, doté de 150 000 euros, a pour mission de soutenir la création de nouvelles co-productions d'opéras par des artistes prometteurs, dans le cadre d'une collaboration internationale entre des maisons d'opéra et des festivals. 

#### Première édition: 2015
Les candidatures reçues au cours de l'été 2014 ont été examinées par Opera Europa (en) avec l'aide de la Conny-Maeva Charitable Foundation et la pré-sélection a été présentée en octobre au jury réuni au Royal Opera House de Londres pour le prix lyrique. Les prix ont été remis aux lauréats le 6 janvier 2015 dans les salons Florence Gould à l'Opéra Garnier. 
Les prix de cette première édition ont été partagés par deux opéras, Milo et Maya autour du monde, composé par Matteo Franceschini sur un livret de Lisa Capaccioli et coproduit par le Teatro sociale (it) de Côme et Private View, de la compositrice Annelies Van Parys, sur un texte de Jen Hadfield (en) inspiré par Alfred Hitchcock, coproduit par le Muziektheater Transparant (nl) d'Anvers,.

#### Deuxième édition: 2016
La deuxième édition du Prix Fedora - Rolf Liebermann pour l'opéra s'est tenue le 9 avril 2016 à la Scala de Milan. Elle a retenu, parmi seize projets sélectionnés, la commande du Théâtre national de l'Opéra-Comique, Kein Licht, Singspiel pour acteurs, chanteurs, musiciens et musique électronique en temps réel du compositeur Philippe Manoury, mis en scène par Nicolas Stemann, sur un texte d'Elfriede Jelinek, pour son caractère innovant. Kein Licht est coproduit par l'Opéra Comique, l'Ircam, le Festival Musica de Strasbourg, l'Opéra national du Rhin, les Théâtres de la Ville de Luxembourg, l'Ensemble Lucilin, le Théâtre national croate de Zagreb, la Ruhrtriennale (de) et le Kammerspiele de Munich. L'œuvre est jouée dix-neuf fois. Le coût s'est élevé à 750 000 euros. L'apport des neuf coproducteurs a été complété par les 150 000 euros du prix et les 52 000 euros de financement participatif d'une centaine de donateurs individuels.

### Prix Fedora - Generali pour l'opéra
Le 18 janvier 2017, Generali annonce la création du Prix Fedora – Generali pour l'opéra destiné à soutenir et encourager les talents émergents et les créations lyriques d’excellence. Le prix est décerné à une nouvelle production lyrique ou à la création d'un nouvel opéra coproduit par des maisons d’opéra et des festivals. Il soutient des coproductions internationales innovantes proposant les projets d'artistes de différentes disciplines.

#### Troisième édition: 2017
Les lauréats du Prix Fedora - Generali pour l'opéra sont dévoilés le samedi 3 juin 2017, à l’occasion d’une représentation de la Sylphide par le Ballet du Théâtre Mariinsky de Saint-Pétersbourg au Festival de Pentecôte de Salzbourg. 
Les membres du jury de la troisième édition pour le lyrique sont John Allison, éditeur d'Opera (Londres) ; Pierre Audi, directeur de l'Opéra national des Pays-Bas (Amsterdam) , Peter de Caluwe, directeur de la Monnaie (Bruxelles) ; Joan Matabosch, directeur artistique du Théâtre royal de Madrid ; Nicholas Payne, directeur d'Opera Europa (en) (Londres) ; Viktor Schoner, directeur artistique du Bayerische Staatsoper (Munich) ; Caroline Sonrier, directrice de l'Opéra de Lille (Lille) ; Ludovic Tézier, baryton ; Eva Wagner-Pasquier, consultante, Festival de Bayreuth (Munich).
Avec The Second Violinist, opéra de Donnacha Dennehy (en) sur un livret et dans une mise en scène de Enda Walsh, coproduits par la compagnie Wide Open Opera et Landmark Productions de Dublin, c'est un projet initié par l'Irlande pays ou l'art lyrique n'occupe pas une place aussi importante qu'en Allemagne ou en Italie qui se voit récompensé. 

#### Quatrième édition: 2018
L'appel à projets pour les prix 2018 a été lancé le 3 juillet 2017.